# Série mondiale 1972
La Série mondiale 1972 est la 69e série finale de la Ligue majeure de baseball. 
Elle se joue du 14 au 22 octobre entre les Athletics d'Oakland et les Reds de Cincinnati. C'est la première fois que ces deux équipes se rencontrent en Série mondiale et les Athletics l'emportent quatre matchs à trois, pour le premier de trois titres consécutifs et le sixième au total de l'histoire de la franchise.
La série finale est marquée le 15 octobre à Cincinnati avant le second match, par la dernière apparition de Jackie Robinson, neuf jours avant sa mort.

## Équipes en présence

### Athletics d'Oakland
Avec un bilan en saison régulière de 93-62 (pourcentage de victoires de ,600), les Athletics d'Oakland sont champions de la Ligue américaine. Ils battent les Tigers de Détroit 3-2 en finale de ligue.
Bert Campaneris vole 52 bases, menant la Ligue américaine cette année-là.
Les A's n'ont pas remporté de Série mondiale depuis 1930.

### Reds de Cincinnati
Les Reds de Cincinnati terminent la saison régulière avec un bilan de 95-59 (pourcentage de victoires de ,617), devant les Dodgers de Los Angeles. Ils sont champions de la Ligue nationale. Ils battent les Pirates de Pittsburgh 3-2 en finale de ligue.
Johnny Bench est joueur par excellence de la Ligue nationale, qu'il mène avec 40 coups de circuits et 125 points produits. Clay Carroll a le plus grand nombre de sauvetages avec 37.
Les Reds n'ont pas remporté de Série mondiale depuis 1940. C'est leur seconde apparition en Série dans les trois dernières années.

### Affrontements précédents
C'est la première fois que les deux équipes se rencontrent en Série mondiale.

## Médias
L'événement est retransmis à la télévision par NBC. Les commentateurs sont Curt Gowdy, Al Michaels (matchs 1, 2, 6 et 7), Monte Moore (matchs 3 et 5) et Tony Kubek.
À la radio, c'est Jim Simpson, Al Michaels (matchs 1, 2, 6 et 7) et Monte Moore (matchs 3 et 5) qui commentent pour NBC.

## Déroulement de la série

### Calendrier des rencontres
La première équipe à remporter quatre parties sur les sept programmées est sacrée championne. 
| Match | Date       | Lieu                            | Visiteur            | Hôte                | Score | Affluence |
| ----- | ---------- | ------------------------------- | ------------------- | ------------------- | ----- | --------- |
| 1     | 14 octobre | Riverfront Stadium              | Athletics d'Oakland | Reds de Cincinnati  | 3 - 2 | 52 918    |
| 2     | 15 octobre | Riverfront Stadium              | Athletics d'Oakland | Reds de Cincinnati  | 2 - 1 | 53 224    |
| 3     | 18 octobre | Oakland-Alameda County Coliseum | Reds de Cincinnati  | Athletics d'Oakland | 1 - 0 | 49 410    |
| 4     | 19 octobre | Oakland-Alameda County Coliseum | Reds de Cincinnati  | Athletics d'Oakland | 2 - 3 | 49 410    |
| 5     | 20 octobre | Oakland-Alameda County Coliseum | Reds de Cincinnati  | Athletics d'Oakland | 5 - 4 | 49 410    |
| 6     | 21 octobre | Riverfront Stadium              | Athletics d'Oakland | Reds de Cincinnati  | 1 - 8 | 52 737    |
| 7     | 22 octobre | Riverfront Stadium              | Athletics d'Oakland | Reds de Cincinnati  | 3 - 2 | 56 040    |

### Match 1
Samedi 14 octobre 1972 au Riverfront Stadium, Cincinnati, Ohio.
| Athletics d'Oakland | 0 | 2 | 0 | 0 | 1 | 0 | 0 | 0 | 0 | 3 | 4 | 0 |
| Cincinnati Reds | 0 | 1 | 0 | 1 | 0 | 0 | 0 | 0 | 0 | 2 | 7 | 0 |
| Lanceurs partants : OAK : Ken Holtzman CIN : Gary Nolan Vic. : Ken Holtzman (1-0) Déf. : Gary Nolan (0-1) Sauv. : Vida Blue (1) HRs : OAK : Gene Tenace 2 (2) |   |   |   |   |   |   |   |   |   |   |   |   |

Gene Tenace devient le premier joueur à frapper deux coups de circuits lors de ses deux premières apparitions à la frappe en Série mondiale. Andruw Jones égalera cette performance en 1996.

### Match 2
Dimanche 15 octobre 1972 au Riverfront Stadium, Cincinnati, Ohio.
| Athletics d'Oakland | 0 | 1 | 1 | 0 | 0 | 0 | 0 | 0 | 0 | 2 | 9 | 2 |
| Reds de Cincinnati | 0 | 0 | 0 | 0 | 0 | 0 | 0 | 0 | 1 | 1 | 6 | 0 |
| Lanceurs partants : OAK : Catfish Hunter CIN : Ross Grimsley Vic. : Catfish Hunter (1-0) Déf. : Ross Grimsley (0-1) Sauv. : Rollie Fingers (1) HRs : OAK : Joe Rudi (1) |   |   |   |   |   |   |   |   |   |   |   |   |

Jackie Robinson, premier joueur afro-américain à évoluer en Ligue majeure, fait sa dernière apparition en public avant son décès. 
Joe Rudi préserve l'avance de son équipe avec un attrapé de volée spectaculaire en neuvième manche. 
C'est la septième défaite consécutive à domicile en Série mondiale pour les Reds de Cincinnati.

### Match 3
Mercredi 18 octobre 1972 au Oakland-Alameda County Coliseum, Oakland. Californie.
| Reds de Cincinnati | 0 | 0 | 0 | 0 | 0 | 0 | 1 | 0 | 0 | 1 | 4 | 2 |
| Athletics d'Oakland | 0 | 0 | 0 | 0 | 0 | 0 | 0 | 0 | 0 | 0 | 3 | 2 |
| Lanceurs partants : CIN : Jack Billingham OAK : Blue Moon Odom Vic. : Jack Billingham (1-0) Déf. : Blue Moon Odom (0-1) Sauv. : Clay Carroll (1) |   |   |   |   |   |   |   |   |   |   |   |   |

### Match 4
Jeudi 19 octobre 1972 au Oakland-Alameda County Coliseum, Oakland.
| Reds de Cincinnati | 0 | 0 | 0 | 0 | 0 | 0 | 0 | 2 | 0 | 2 | 7  | 1 |
| Athletics d'Oakland | 0 | 0 | 0 | 0 | 1 | 0 | 0 | 0 | 2 | 3 | 10 | 1 |
| Lanceurs partants : CIN : Clay Carroll OAK : Rollie Fingers Vic. : Rollie Fingers (1-0) Déf. : Clay Carroll (0-1) HRs: OAK : Gene Tenace (3) |   |   |   |   |   |   |   |   |   |   |    |   |

C'est la première fois dans l'histoire de la Série mondiale que trois frappeurs de substitution frappent un coup sûr dans la même manche. Gonzola Marquez, Allan Lewis et Angel Mangual frappent tous les trois un simple en neuvième manche, ce dernier faisant marquer le point de la victoire.

### Match 5
Vendredi 20 octobre 1972 au Oakland-Alameda County Coliseum, Oakland.
| Reds de Cincinnati | 1 | 0 | 0 | 1 | 1 | 0 | 0 | 1 | 1 | 5 | 8 | 0 |
| Athletics d'Oakland | 0 | 3 | 0 | 1 | 0 | 0 | 0 | 0 | 0 | 4 | 7 | 2 |
| Lanceurs partants : CIN : Ross Grimsley OAK : Rollie Fingers Vic. : Ross Grimsley (1-1) Déf. : Rollie Fingers (1-1) Sauv. : Jack Billingham (1) HRs : CIN : Pete Rose (1), Dennis Menke (1) OAK : Gene Tenace (4) |   |   |   |   |   |   |   |   |   |   |   |   |

### Match 6
Samedi 21 octobre 1972 au Riverfront Stadium, Cincinnati, Ohio.
| Athletics d'Oakland | 0 | 0 | 0 | 0 | 1 | 0 | 0 | 0 | 0 | 1 | 7  | 1 |
| Reds de Cincinnati | 0 | 0 | 0 | 1 | 1 | 1 | 5 | 0 | X | 8 | 10 | 0 |
| Lanceurs partants : OAK : Vida Blue CIN : Ross Grimsley Vic. : Ross Grimsley (2-1) Déf. : Vida Blue (0-1) HRs: CIN : Johnny Bench (1) |   |   |   |   |   |   |   |   |   |   |    |   |

### Match 7
Dimanche 22 octobre 1972 au Riverfront Stadium, Cincinnati, Ohio.
| Athletics d'Oakland | 1 | 0 | 0 | 0 | 0 | 2 | 0 | 0 | 0 | 3 | 6 | 1 |
| Reds de Cincinnati | 0 | 0 | 0 | 0 | 1 | 0 | 0 | 1 | 0 | 2 | 4 | 2 |
| Lanceurs partants : OAK : Catfish Hunter CIN : Pedro Borbón Vic. : Catfish Hunter (2-0) Déf. : Pedro Borbón (0-1) Sauv. : Rollie Fingers (2) |   |   |   |   |   |   |   |   |   |   |   |   |

Gene Tenace frappe deux coups sûrs et marque le point de la victoire en sixième manche sur un double de Sal Bando.

## Joueur par excellence
Gene Tenace est élu joueur par excellence de la Série mondiale. Il égale le record de l'époque de quatre coups de circuits en une Série mondiale (battu par les 5 de Reggie Jackson en 1977) et affiche une moyenne de puissance de ,913 qui sera jusqu'à celle de Barry Bonds (1,294) en 2002 la plus élevée de l'histoire pour une Série mondiale jouée en 7 matchs.